# Auerhaus (Film)
Auerhaus ist ein deutsches Filmdrama von Neele Leana Vollmar, basierend auf dem Bestseller-Roman Auerhaus von Bov Bjerg.

## Handlung
Der Bauerssohn Frieder steht kurz vor dem Abitur und versucht sich mit Tabletten das Leben zu nehmen. Er wird gefunden, gerettet und landet in der Psychiatrie. Sein Schulkollege Höppner besucht ihn dort, aber eigentlich weniger, weil ihm Frieder so am Herzen liegt, sondern weil er jemanden braucht, der seine Hausaufgaben macht.
Frieder darf die Psychiatrie verlassen und gründet gemeinsam mit Höppner und zwei weiteren Mitschülerinnen, Höppners Freundin Vera und der  dunkelhäutigen Außenseiterin Cäcilia, eine Wohngemeinschaft im Auerhaus.
Was erst nach einer guten Idee aussah, bringt zahlreiche Probleme mit sich. Frieder ist mit seinen Depressionen wie eine tickende Zeitbombe. Höppners Beziehung zu seiner Freundin gestaltet sich schwieriger als gedacht und sein Plan, sich vor der Musterung zu drücken, funktioniert ebenfalls nicht.
Der Film endet, wie es dem Zuschauer schon im Prolog verraten wurde: Frieder bringt sich doch noch um, tröstet aber in einem Abschiedsbrief seine Mitbewohner.

## Produktion
Der Film wurde produziert von der Pantaleon Films GmbH und der Warner Bros. Film Productions Germany. Die Produktion des Films wurde gefördert von BKM, Deutscher Filmförderfonds, FFA Filmförderungsanstalt und der Film- und Medienstiftung NRW.
Der Film wurde 2019 an insgesamt 30 Drehtagen in Hessen und Nordrhein-Westfalen gedreht.
In den Kinos in Deutschland startete der Film am 5. Dezember 2019, einen Tag später in Österreich.

## Rezeption
Die FBW zeichnete den Film mit dem Prädikat „besonders wertvoll“ aus:

„Die Jury zeigte sich in der Diskussion von der Erzähllust des Films beeindruckt. […] Und in der Tat kann AUERHAUS auch als ein brillanter Coming-of-Age-Film gelten, der trotz zeitgenössischer Bezüge auch für heutige Generationen Gültigkeit besitzt. […] AUERHAUS ist die äußerst gelungene Adaption des gleichnamigen Romans von Bov Bjerg: mitfühlend und unterhaltend, spannend und informativ zugleich.“

Das Lexikon des internationalen Films lobt die Umsetzung der Romanvorlage:

„Die Adaption des gleichnamigen Romans von Bov Bjerg trifft die Stimmung der Vorlage genau und fängt geschickt das Gefühl der Adoleszenz zwischen Aufbruch und Versagensängsten ein. Der in den Hauptrollen glaubwürdig gespielte Film erfasst durch Ausstattung und Soundtrack präzise die Atmosphäre der 1980er-Jahre.“

Die Welt äußert harsche Kritik an den Abweichungen zum Buch:

„[Die Abweichung] wäre zu verschmerzen, würde der Film nicht gerade beim heikelsten Punkt die – zugegeben hohe – Latte des Buches reißen: beim Kernthema Depression. […] Der Film […] setzt einfach voraus, dass jeder Versuch, einen suizidgefährdeten Menschen vom Freitod abzubringen, ohnehin zwecklos ist. Doch dass die Ursachen letztlich im Dunkeln liegen, heißt nicht, dass es gar keine gäbe und dass man sie nicht auch bekämpfen könnte.“